# Inxight
Inxight es una banda de metal melódico, procedente de española que se fundó en octubre de 2000 en Málaga. Meses de trabajo y composición dieron lugar a su primeras maquetas Spinal Angel (2001) y Evolve (2003).
Durante 2005 se gestó Heaven Never Answers, con cinco canciones que permitieron a la banda tener una carta de presentación que les permitió darse a conocer dentro del panorama español. En 2011 grabaron su primer álbum, The Lovely (T)reason, en los estudios ADN. Este disco fue masterizado en los AntFarm Studios de Dinamarca, al mando de Tue Madsen, productor de bandas como The Haunted o Mnemic.
En 2015 lanzan su segundo álbum, Right Words, continuando con su estilo contundente y melódico. Este disco fue grabado en el estudio propio de la banda.
En 2019 están preparando su nuevo álbum denominado Art of Overload, con una colaboración del cantante sueco Björn Strid de Soilwork.
En 2021 publican el single Lockdown Code con la colaboración de Imanol Herrera, cantante de Nocheterna.
En 2023 lanzan el tema Discohell, que les otorga el pase a las semifinales de la Metal Battle Spain del mismo año.
En 2025 participan en el Rock Imperium en Cartagena, presentando su último EP Rewind junto a bandas como Blind Guardian o The Cult.

## Miembros
- Macarena Jerez Vargas, batería.
- Fernando Cano Duque, guitarra eléctrica y corista
- Sergio Ballesteros González, bajo eléctrico.
- Alejandro Morán Urdiales, cantante.
- Juan Carbonero Martín, guitarra eléctrica.

### Miembros pasados
- Fernando Luis Álvarez 'Bubal' (hasta 2013).
- Francisco Arroyo (hasta 2007).
- Juandedios Moya Arias, guitarra eléctrica y corista. (hasta 2023)
- Alfredo Enrique González González, guitarra eléctrica.(hasta 2023)

## Discografía

### EP
- 2005: Heaven Never Answers.

### Álbumes
- 2011: The Lovely (T)reason.
- 2015: Right Words.
- 2019: Art of Overload.

### Sencillo
- 2021: Lockdown code
- 2023: Discohell
- 2024: Rewind